# Beenhouwersstraat (Brugge)
De Beenhouwersstraat is een straat in het Ezelstraatkwartier in het historisch centrum van Brugge.

## Beschrijving
Oorspronkelijk heette de straat Buter Wulfhage of Buter Wulfhagebrugghe, het was met andere woorden het verlengstuk van de Wulfhagestraat, buiten de eerste stadsomwalling.
In 1299 was voor het eerst sprake in de Brugse stadsrekening van de vicus carnificum of straat van de vleesbewerkers.
Het machtige ambacht van de vleeshouwers bezat verschillende eigendommen in en rond de Beenhouwersstraat, terwijl beenhouwersfamilies tot laat in de 18de eeuw hun hoofdkwartier in deze straat hadden. De familie Van Severen is hiervan een voorbeeld. Het ging om burgerhuizen of zelfs herenhuizen, soms met stallingen erbij voor de dieren die van het platteland naar Brugge werden gebracht om te worden geslacht. De beenhouwers verkochten het vlees niet in hun woning, maar in de twee grote vleeshallen die het ambacht bezat: het Westvleeshuis op het huidige Simon Stevinplein, het Oostvleeshuis op de huidige Vismarkt.
De Beenhouwersstraat loopt van de Wulfhagestraat en de gelijknamige brug, ook Sleutelbrug genoemd, vanaf de kruising met de Speelmansrei tot aan de 'Bloedput' of in hedendaagse termen tot aan de Gulden-Vlieslaan.

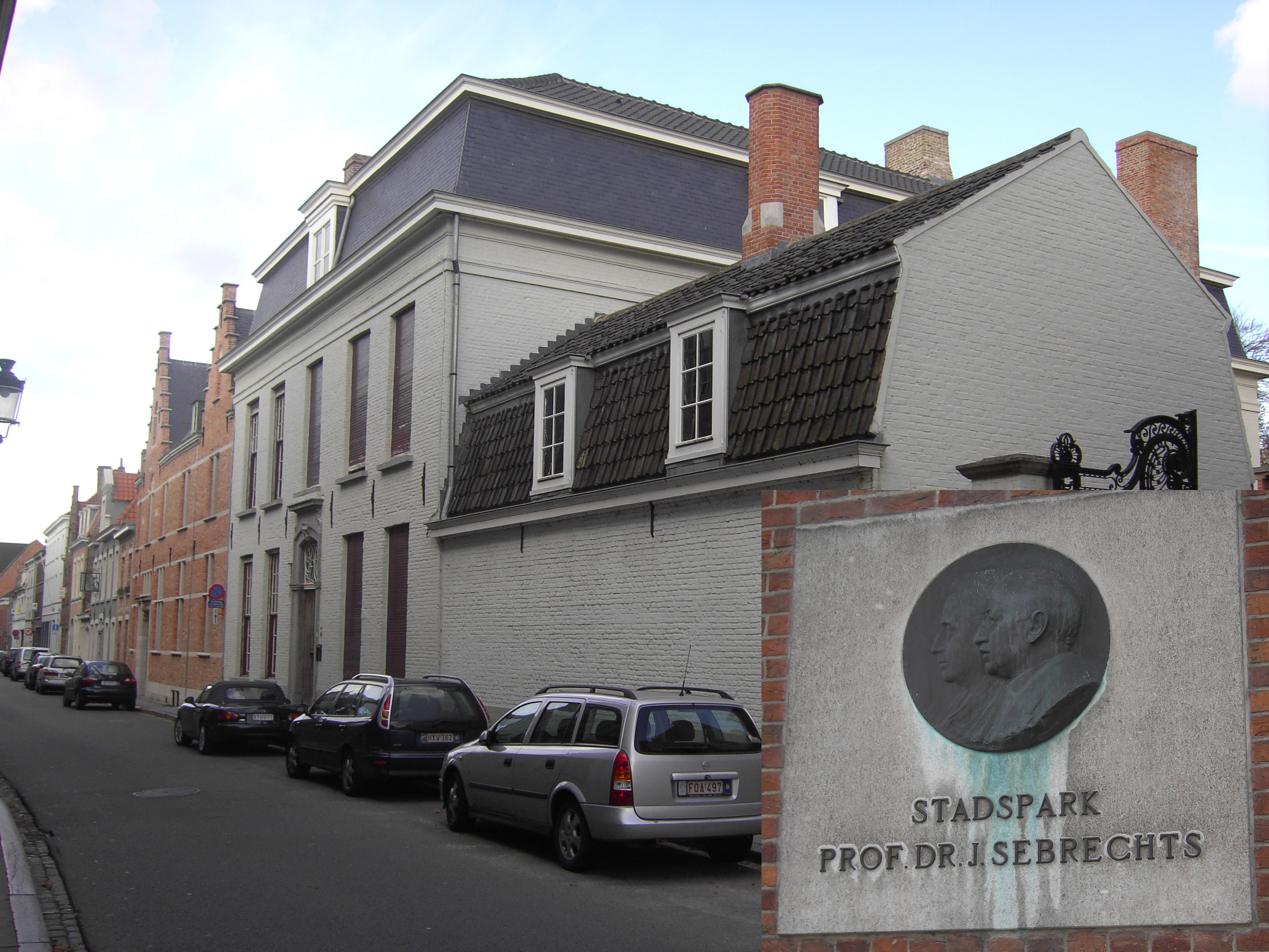
Woning Gilliodts-Van Severen en Sebrechts

Onmiddellijk na de Sleutelbrug vindt men aan de rechterkant het 16de-17de-eeuws huis dat de zetel is van de vrijmetselaarsloge La Flandre, met er achter de in Egyptische stijl versierde logetempel. Aan de overkant bevindt zich de Speelmanskapel, die toebehoorde aan de Gilde van de Speellieden. In de jaren negentien zeventig werd de kapel op het nippertje van sloping gered en gerestaureerd.
De relatief nauwe straat werd in zijn laatste deel tussen 1893 en 1905 aan een nieuwe rooilijn onderworpen, met als gevolg dat ze breder werd en de huizen er hoofdzakelijk op het einde van de 19de en het begin van de 20ste eeuw werden gebouwd.

## Bekende bewoners
In de Beenhouwersstraat woonden onder meer:
- de stadsarchivaris en historicus Louis Gilliodts-Van Severen,
- Karel De Flou, de grote toponymist en naamkundige,
- professor doctor Joseph Sebrechts, befaamd chirurg,
- de jurist en magistraat Joseph Axters,
- de schilder en etser Albert Goethals,
- de keramist Rogier Vandeweghe.